# Hinata Kida
Hinata Kida (喜田 陽 Kida Hinata?), född 4 juli 2000 i Osaka prefektur, är en japansk fotbollsspelare.
I maj 2019 blev han uttagen i Japans trupp till U20-världsmästerskapet 2019.